# Sternopygus branco
Sternopygus branco är en fiskart som beskrevs av Crampton, Hulen och Albert 2004. Sternopygus branco ingår i släktet Sternopygus och familjen Sternopygidae. Inga underarter finns listade i Catalogue of Life.